# South Downs
Los  South Downs son un conjunto de colinas de piedra caliza situado en el litoral sur de Inglaterra. Están formados por roca calcárea creta, que se formó durante la orogénesis alpina. Algunas de estas colinas se encuentran en primera línea de mar y forman acantilados. Tiene una extensión de 670 km², desde el valle del Itchen, en el condado  de  Hampshire, al este, hasta el cabo de Beachy, en el condado de East Sussex, en el extremo opuesto. Forma parte del parque nacional South Downs, un parque natural protegido que ocupa un área más grande. Desde hace centenares de años, el uso como lugar de pastoreo ha configurado su aspecto actual donde la vegetación predominante es la hierba corta y valles secos. También incluye una importante zona de bosques de tejos. Los South Downs se caracterizan por una base de ondulaciones del terreno de tiza y son reconocidos como uno de los paisajes de piedra caliza más importantes de Inglaterra. 